# ام‌تی هیون
ام‌تی هیون (به انگلیسی: MT Haven) یک کشتی بود که طول آن ۳۳۴٫۰۲ متر (۱٬۰۹۵٫۹ فوت) بود. این کشتی در سال ۱۹۷۳ ساخته شد.